# 32e cérémonie des Independent Spirit Awards
 (février 2017).
Si vous disposez d'ouvrages ou d'articles de référence ou si vous connaissez des sites web de qualité traitant du thème abordé ici, merci de compléter l'article en donnant les références utiles à sa vérifiabilité et en les liant à la section « Notes et références ».
La 32e cérémonie des Film Independent's Spirit Awards, organisée par Film Independent, a eu lieu le 25 février 2017 et récompense les meilleurs films indépendants sortis l'année précédente.

## Prix Robert Altmann
- Moonlight  :
  - Janelle Monáe
  - Jaden Piner
  - Alex R. Hibbert
  - Mahershala Ali
  - André Holland
  - Trevante Rhodes
  - Naomie Harris
  - Yesi Ramirez
  - Jharrel Jerome
  - Barry Jenkins
  - Patrick Decile
  - Ashton Sanders

## Récompenses

### Meilleur film
- Moonlight 
  - American Honey
  - Chronic
  - Jackie
  - Manchester by the Sea

### Meilleur premier film
- The Witch 
  - L'Enfance d'un chef
  - Other People
  - Swiss Army Man
  - The Fits

### Meilleur réalisateur
- Barry Jenkins pour Moonlight 
  - Andrea Arnold pour American Honey
  - Pablo Larraín pour Jackie
  - Jeff Nichols pour Loving
  - Kelly Reichardt pour Certain Women

### Meilleur acteur
- Casey Affleck pour Manchester by the Sea
  - David Harewood pour Free in Deed
  - Viggo Mortensen pour Captain Fantastic
  - Jesse Plemons pour Other People
  - Tim Roth pour Chronic

### Meilleure actrice
- Isabelle Huppert pour Elle
  - Annette Bening pour 20th Century Women
  - Sasha Lane pour American Honey
  - Ruth Negga pour Loving
  - Natalie Portman pour Jackie

### Meilleur acteur dans un second rôle
- Ben Foster pour Comancheria
  - Ralph Fiennes pour A Bigger Splash
  - Shia LaBeouf pour American Honey
  - Lucas Hedges pour Manchester by the Sea
  - Craig Robinson pour Morris from America

### Meilleure actrice dans un second rôle
- Molly Shannon pour Other People
  - Paulina García pour Brooklyn Village
  - Edwina Findley pour Free in Deed
  - Lily Gladstone pour Certain Women
  - Riley Keough pour American Honey

### Meilleur film étranger
- Toni Erdmann 
  - Aquarius
  - Chevalier
  - Trois souvenirs de ma jeunesse
  - Under the Shadow

### Meilleur producteur
- Jordana Mollick pour Hello, My Name is Denis
  - Lisa Kjerulff pour The Fits
  - Melody C. Roscher pour Christine
  - Craig Shilowich pour Christine

### Meilleur scénario
- Moonlight 
  - 20th Century Women
  - Brooklyn Village
  - Comancheria
  - Manchester by the Sea

### Meilleur premier scénario
- The Witch 
  - Barry
  - Christine
  - Jean of the Joneses
  - Other People

### Meilleure photographie
- Moonlight 
  - American Honey
  - Free in Deed
  - L'Enfance d'un chef
  - The Eyes of My Mother

### Meilleur montage
- Moolight 
  - Comancheria
  - Jackie
  - Manchester by the Sea
  - Swiss Army Man

### Meilleur documentaire
- O.J. : Made in America 
  - 13th
  - Cameaperson
  - I Am Not Your Negro
  - Soniter
  - Under the Sun